# Scio (Ohio)
Pour les articles homonymes, voir Scio (homonymie).
Scio est un village américain situé dans le comté de Harrison, dans l'Ohio. Selon le recensement de 2010, sa population est de 763 habitants.